# Taghreed Elsanhouri
Taghreed Elsanhouri (en árabe: تغريد السنهوري‎) es una realizadora de documentales, productora de cine y autora sudanesa residente en Londres. Es principalmente conocida por All About Darfur (2005), una película sobre la guerra en Darfur. Para su documental de 2012 Our Beloved Sudan, entrevistó a políticos sudaneses, así como a un ciudadano sudanés con padres tanto del norte como del sur de Sudán, presentando historias políticas e individuales antes de la independencia de Sudán del Sur en 2011.

## Biografía
Elsanhouri comenzó a trabajar para programas de entretenimiento y noticias de televisión, como MBC y Al Jazeera. Después, continuó su carrera como cineasta autónoma y consultora de cine para proyectos de desarrollo internacional. Además, creó un proyecto de película de video comunitaria para el cambio social y la construcción de la paz, llamado Sanación Cultural. El proyecto brindó capacitación a personas de diferentes orígenes "para realizar cortometrajes documentales que expresen su propia cultura y tradiciones". Fue patrocinado por la Unión Europea y se implementó en Sudán de 2011 a 2013.
Su primer documental, All About Darfur, ganó el Premio al reconocimiento de la Asociación Antropológica Estadounidense en 2006 y un premio en el Festival Internacional de Cine de Zanzíbar (ZIFF) en 2005. También se mostró en otros festivales de cine, como el Festival Internacional de Cine de Toronto 2005. All About Darfur tiene la intención de presentar "voces elocuentes, a veces contradictorias, desde el interior de Sudán", ya que Elsanhouri entrevistó a "sudaneses comunes en tiendas de té al aire libre, mercados, campamentos de refugiados y salas de estar". Estas entrevistas intentan explicar cómo los prejuicios persistentes de las personas involucradas podrían "estallar repentinamente en un fuego salvaje de violencia étnica."
Su guion para el proyecto narrativo Khartoum Story fue seleccionado para la Berlinale Talents del Festival Internacional de Cine de Berlín 2007.
Mother Unknown, su segunda película independiente ganó el premio UNICEF Child Rights 2009. El mismo año, realizó un documental para Al Jazeera Internacional para su serie de documentales Witness y una serie de películas sobre juegos infantiles tradicionales en la región del Golfo para Disney Channel Dubái.
Our Beloved Sudan, su tercer largometraje documental, se estrenó en el Festival de Cine de Dubái en diciembre de 2011. El documental presenta la historia biográfica de Amira Alteraify, un sudanesa cuya madre era del sur y su padre del norte de Sudán antes de la separación en 2011. Además, pudo entrevistar a políticos sudaneses como Sadiq al-Mahdi y Hassan al-Turabi. Our Beloved Sudan fue galardonado con la distinción especial de plata del jurado en el Festival de Cine Africano de Luxor 2012 y también se mostró en el Museo Herbert F. Johnson, Nueva York, como parte de su exposición 'Lines of Control' en el mismo año.
El crítico de cine de la revista Variety, Jay Weissberg, escribió sobre esta película: "Aunque trabajaba con un presupuesto reducido (y se nota), Elsanhouri tuvo acceso a los principales actores en los conflictos internos del país y estuvo presente en la reciente independencia de Sudán del Sur."
Sobre la sociedad y política de su país, ha contribuido con artículos sobre la revolución sudanesa para la revista de noticias Middle East Eye.

### Filmografía
- All About Darfur - película documental (2005)
- Witness: the Orphans of Mygoma - documental televisivo para Al Jazeera (2009)
- Mother Unknown - película documental (2009)
- Our Beloved Sudan - película documental (2012)